# Pristimantis coronatus
Pristimantis coronatus es una especie de anfibio anuro de la familia Craugastoridae.

## Distribución geográfica
Esta especie es endémica de la provincia de Huancabamba en la región de Piura en Perú. Se encuentra en el distrito de El Carmen de la Frontera a 2850 m sobre el nivel del mar.

## Publicación original
- Lehr & Duellman, 2007: A diminutive new species of Pristimantis (Amphibia: Anura: Leptodactylidae) from northern Peru. Salamandra, vol. 43, n.º 3, p. 165-171.[6]